# Franco Faría
Franco Miguel Faría (Suardi, Provincia de Santa Fe, Argentina; 29 de septiembre de 1992) es un futbolista argentino. Juega como mediocampista por izquierda y su primer equipo fue Unión de Santa Fe. Actualmente milita en Trasandino de la Segunda División de Chile.

## Trayectoria
Franco Faría comenzó su carrera en el club Juniors de Suardi, su ciudad natal, hasta que en el año 2011 se sumó a las inferiores de Unión de Santa Fe. Allí comenzó a destacarse en la Reserva y por eso tuvo la chance de integrar el banco de suplentes de Primera en la última fecha del Torneo Final 2013, cuando el equipo santafesino cayó derrotado ante Racing por 3 a 0.
De cara al torneo de la Primera B Nacional, Faría fue convocado por primera vez a una pretemporada con el plantel profesional y tuvo su debut con la camiseta tatengue el 24 de octubre de 2013 cuando por la fecha 11, Unión e Independiente igualaron 1 a 1. En dicho encuentro, ingresó a los 44 minutos del ST en reemplazo de Brahian Alemán. A lo largo de la temporada contabilizó en total 6 partidos jugados, todos ellos ingresando desde el banco de suplentes. 
Una vez finalizado el torneo y en busca de más continuidad, a mediados de 2014 es cedido a préstamo a 9 de Julio de Morteros, club que militaba en el Torneo Federal B. Allí fue titular indiscutido, convirtió sus primeros goles como profesional y se transformó en una pieza clave para que el equipo cordobés lograra el ascenso al Torneo Federal A. Acordó su continuidad para la siguiente temporada, pero una rotura de ligamentos en la semana previa al inicio de la competencia lo mantuvo alejado de las canchas durante casi todo el año, permitiéndole jugar solamente dos partidos.
Luego de su préstamo, retornó a Unión pero fue dejado en libertad de acción, por lo que se incorporó a Independiente de Chivilcoy, equipo que milita en el Torneo Federal B. Allí tuvo destacadas actuaciones que le valieron el interés de Unión de Sunchales, club que decidió ficharlo a mediados de 2016 para disputar el Torneo Federal A.
En diciembre de 2016, luego de tener un buen semestre en el Verde, Faría acordó la rescisión de su contrato para probar suerte en el fútbol mexicano: en los primeros días de 2017, arregló su incorporación a Pumas de la UNAM. Su llegada provocó sorpresa y cierto disgusto en la afición, por lo que el presidente del club, Rodrigo Ares de Parga, salió públicamente a aclarar su fichaje: "El muchacho llegó en enero, era libre, llegó a probarse, nos pidió una oportunidad y se la dimos. Estuvo una semana aquí y Sergio Egea nos pidió incorporarlo". Si bien el jugador fue inscripto en el primer equipo, la idea del club fue que refuerce las fuerzas básicas (Segunda División Premier y el sub-20 de Pumas).
De cara al Apertura 2017, Pumas firma un acuerdo deportivo con Venados FC; fruto de ese convenio, Franco Faría se transforma en uno de los cinco jugadores que son cedidos al club que compite en la Liga de Ascenso de México.

## Estadísticas
- Actualizado al 20 de octubre de 2024

| Club                         | Div.                | Temporada           | Liga | Liga | Copa Nacional | Copa Nacional | Copa Internacional | Copa Internacional | Total | Total |
| Club                         | Div.                | Temporada           | PJ   | G    | PJ            | G             | PJ                 | G                  | PJ    | G     |
| ---------------------------- | ------------------- | ------------------- | ---- | ---- | ------------- | ------------- | ------------------ | ------------------ | ----- | ----- |
| Unión Argentina              |                     |                     |      |      |               |               |                    |                    |       |       |
| 1.ª                          | 2012/13             | 0                   | 0    | 0    | 0             | -             | -                  | 0                  | 0     |       |
| 2.ª                          | 2013/14             | 6                   | 0    | 0    | 0             | -             | -                  | 6                  | 0     |       |
| Total                        | Total               | 6                   | 0    | 0    | 0             | -             | -                  | 6                  | 0     |       |
| 9 de Julio (M) Argentina     |                     |                     |      |      |               |               |                    |                    |       |       |
| 4.ª                          | 2014                | 18                  | 4    | 1    | 0             | -             | -                  | 19                 | 4     |       |
| 3.ª                          | 2015                | 2                   | 0    | 0    | 0             | -             | -                  | 2                  | 0     |       |
| Total                        | Total               | 20                  | 4    | 1    | 0             | -             | -                  | 21                 | 4     |       |
| Independiente (Ch) Argentina |                     |                     |      |      |               |               |                    |                    |       |       |
| 4.ª                          | 2016                | 11                  | 2    | -    | -             | -             | -                  | 11                 | 2     |       |
| Total                        | Total               | 11                  | 2    | -    | -             | -             | -                  | 11                 | 2     |       |
| Unión (S) Argentina          |                     |                     |      |      |               |               |                    |                    |       |       |
| 3.ª                          | 2016/17             | 9                   | 1    | 1    | 0             | -             | -                  | 10                 | 1     |       |
| Total                        | Total               | 9                   | 1    | 1    | 0             | -             | -                  | 10                 | 1     |       |
| Pumas · México               |                     |                     |      |      |               |               |                    |                    |       |       |
| 1.ª                          | 2017                | 0                   | 0    | 0    | 0             | -             | -                  | 0                  | 0     |       |
| Total                        | Total               | 0                   | 0    | 0    | 0             | -             | -                  | 0                  | 0     |       |
| Venados · México             |                     |                     |      |      |               |               |                    |                    |       |       |
| 2.ª                          | 2017/18             | 19                  | 3    | 1    | 0             | -             | -                  | 20                 | 3     |       |
| 2.ª                          | 2018/19             | 21                  | 0    | 3    | 0             | -             | -                  | 24                 | 0     |       |
| Total                        | Total               | 40                  | 3    | 4    | 0             | -             | -                  | 44                 | 3     |       |
| Alebrijes · México           |                     |                     |      |      |               |               |                    |                    |       |       |
| 2.ª                          | 2019                | 9                   | 1    | 4    | 0             | -             | -                  | 13                 | 1     |       |
| Total                        | Total               | 9                   | 1    | 4    | 0             | -             | -                  | 13                 | 1     |       |
| Mushuc Runa · Ecuador        |                     |                     |      |      |               |               |                    |                    |       |       |
| 1.ª                          | 2020                | 15                  | 3    | -    | -             | -             | -                  | 15                 | 3     |       |
| Total                        | Total               | 15                  | 3    | -    | -             | -             | -                  | 15                 | 3     |       |
| Central Norte (S) Argentina  |                     |                     |      |      |               |               |                    |                    |       |       |
| 3.ª                          | 2021                | 25                  | 1    | -    | -             | -             | -                  | 25                 | 1     |       |
| Total                        | Total               | 25                  | 1    | -    | -             | -             | -                  | 25                 | 1     |       |
| Atlético Rafaela Argentina   |                     |                     |      |      |               |               |                    |                    |       |       |
| 2.ª                          | 2022                | 15                  | 1    | -    | -             | -             | -                  | 15                 | 1     |       |
| Total                        | Total               | 15                  | 1    | -    | -             | -             | -                  | 15                 | 1     |       |
| Cerro · Uruguay              |                     |                     |      |      |               |               |                    |                    |       |       |
| 1.ª                          | 2023                | 13                  | 0    | -    | -             | -             | -                  | 13                 | 0     |       |
| Total                        | Total               | 13                  | 0    | -    | -             | -             | -                  | 13                 | 0     |       |
| Danubio · Uruguay            |                     |                     |      |      |               |               |                    |                    |       |       |
| 1.ª                          | 2023                | 5                   | 1    | 1    | 0             | -             | -                  | 6                  | 1     |       |
| Total                        | Total               | 5                   | 1    | 1    | 0             | -             | -                  | 6                  | 1     |       |
| Trasandino · Chile           |                     |                     |      |      |               |               |                    |                    |       |       |
| 3.ª                          | 2024                | 16                  | 2    | 2    | 0             | -             | -                  | 18                 | 2     |       |
| Total                        | Total               | 16                  | 2    | 2    | 0             | -             | -                  | 18                 | 2     |       |
| Total en su carrera          | Total en su carrera | Total en su carrera | 184  | 19   | 13            | 0             | -                  | -                  | 197   | 19    |

## Palmarés

### Campeonatos regionales
| Título        | Club               | País      | Año  |
| ------------- | ------------------ | --------- | ---- |
| Copa Santa Fe | Unión de Sunchales | Argentina | 2016 |

### Campeonatos nacionales
| Título          | Club                | País   | Año  |
| --------------- | ------------------- | ------ | ---- |
| Torneo Apertura | Alebrijes de Oaxaca | México | 2019 |

### Otros logros
| Título               | Club                   | País      | Año  |
| -------------------- | ---------------------- | --------- | ---- |
| Ascenso al Federal A | 9 de Julio de Morteros | Argentina | 2015 |